# Петрозаводск (подводная лодка)
Б-388 «Петрозаво́дск» (до 3 июня 1992 года — К-388) — советская и российская атомная подводная лодка проекта 671РТМК «Щука», названная в честь города Петрозаводска.

## История строительства
Крейсерская атомная подводная лодка К-388 была зачислена в списки кораблей ВМФ СССР 7 марта 1986 года. 8 мая 1987 года корабль был заложен на Адмиралтейском заводе в Ленинграде, спуск на воду состоялся 3 июня 1988 года. В июне 1988 года лодка перешла в Северодвинск для прохождения сдаточных испытаний и 30 ноября 1988 года вступила в строй. 1 марта 1989 года включена в состав Северного флота.

## История службы
15 декабря 1988 года поднят Военно-Морской флаг, 25 декабря прибыл к месту базирования в губе Большая Лопаткина, вошёл в состав 33-й дивизии подводных лодок.
В 1991 году выполнила задачи боевой службы (603 экипаж, командир В. Н. Иванов). По итогам 1991 года экипаж объявлен лучшим на Северном флоте. Корабль неоднократно завоёвывал приз главкома ВМФ.
3 июня 1992 года отнесена к подклассу АБПЛ и переименована в Б-388.
В 1998 году подписан договор о шефстве и сотрудничестве с администрацией города Снежногорск (Мурманская область), корабль получил наименование «Снежногорск».
22 февраля 2005 года лодка получила наименование «Петрозаводск».
По состоянию на 2012 год Б-388 «Петрозаводск» входил в состав 11-й дивизии подводных лодок Северного флота с базированием на Заозёрск. В 2013 году предположительно выведен из боевого состава, поставлен на отстой, по-прежнему числился в составе 11 ДиПЛ.
В декабре 2015 был объявлен тендер на утилизацию Б-388 «Петрозаводск». Утилизация должна быть произведена до конца 2017 года.

## Командиры
- Генералов Н. Н. (1986—1993)
- Пашинин А. А. (1993—1998)
- Сорока С. В. (1998—1999)
- Поведёнок Л. М. (1999—2000)
- Непряхин О. Н. (2000—2005)
- Ерин В. И. (2005—2006)
- Амельченко А. С. (2006—2012)
- Жолоб Г. Н. (2012—???)